# Jacquette Löwenhielm

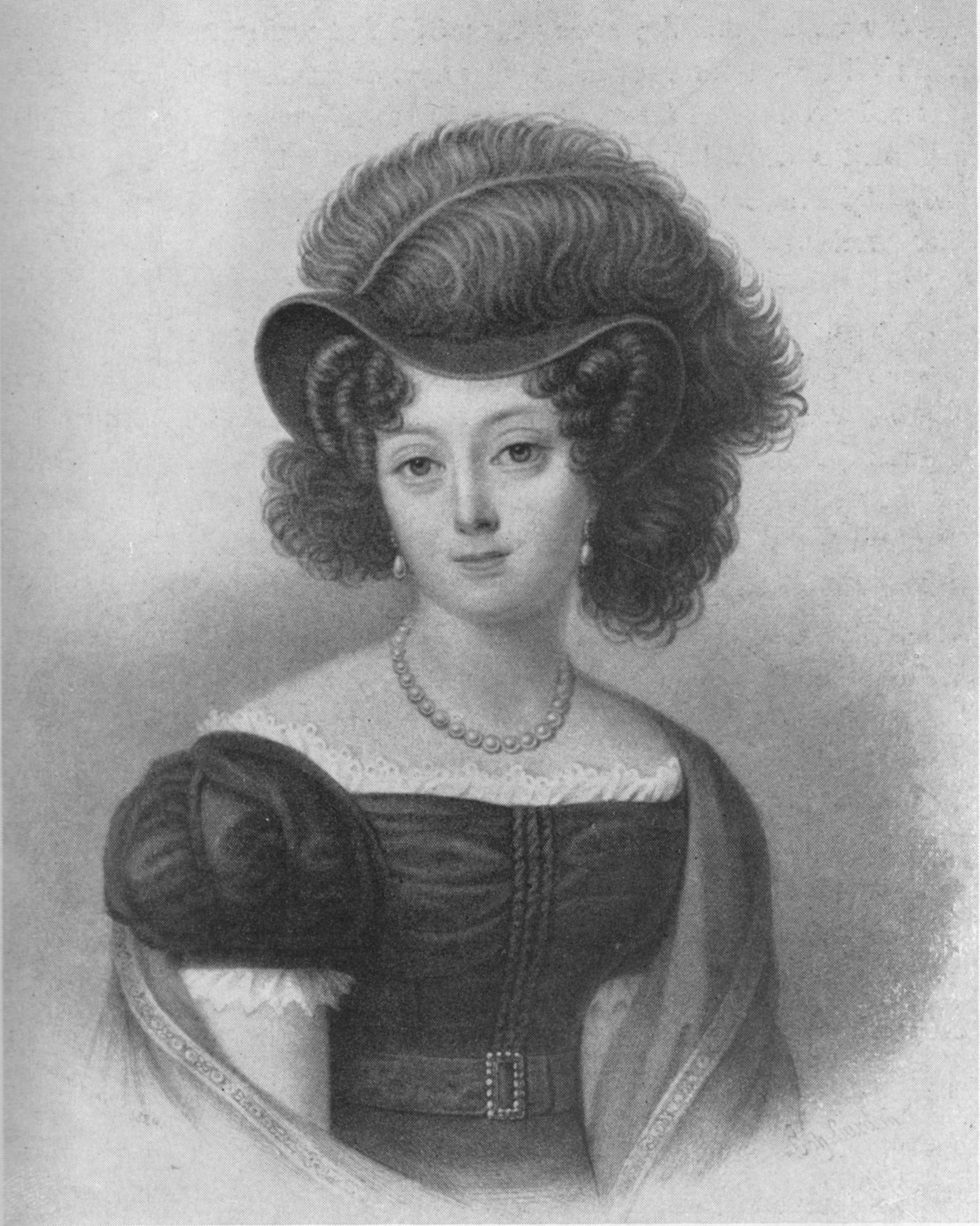
Jaquette Löwenhielm 1824

Gustava Charlotta Jacquette Aurora Gyldenstolpe (4 iulie 1797 – 7 ianuarie 1839, Constantinopole) a fost o nobilă suedeză și doamnă de onoare. Este cunoscută ca fiind metresa regelui Oscar I al Suediei în perioada  1819-1827.
Jaquette a fost fiica generalului maior Nils Wexionius, al 5-lea conte Gyldenstolpe și a soției acestuia, Charlotta Aurora De Geer. Jaquette Gyldenstolpe a fost doamnă de onoare a reginei, Hedwig Elizabeth Charlotte de Holstein-Gottorp. La 18 septembrie 1817, ea s-a căsătorit cu locotenentul general, contele Carl Gustaf Löwenhielm (1790-1858) și s-a mutat la moșia acestuia, în Värmland. Mariajul a rămas fără copii.
Jaquettei nu i-a plăcut rolul de stăpână a unei moșii la țară și îi lipsea viața de la Curte. Cuplul s-a mutat înapoi în oraș când soțul ei a fost numit șamberlan al prințului moștenitor. La curte, Jaquette a devenit centrul cercului din jurul prințului moștenitor, alături de mama ei, Gustaf Lagebjelke, Mariana Koskull și soția ambasadorului olandez, care se amuzau cu mascarade și cu teatrul amator în limba franceză de la Palatul Rosersberg. Jaquette și  Oscar au fost numiți ca iubiți în mai multe scrisori private ale timpului. Ei se purtau intim unul cu celălalt și s-a observat că Jaquette nu folosea titlul când vorbea cu prințul moștenitor. Soțul ei a încercat s-o îndepărteze de la curte, însă mișcarea a fost prevenită de mama Jaquettei.
În 1822, prințul moștenitor Oscar a fost trimis într-o călătorie prin Europa pentru a-și găsi o mireasă. Când Josephine de Leuchtenberg a fost aleasă Carl Gustaf Löwenhielm a fost încredințat cu aranjamentele și a făcut multe călătorii în Bavaria în perioada 1822-1823: după aceea, el a fost făcut numit trimisul suedez la Constantinopol în perioada 1824-1827. În timpul absenței sale, Jaquette a rămas în Suedia. Jaquette a născut o fiică pe care a numit-o Oscara, subiniind faptul că e fiica lui Oscar. Copilul a fost dat unor părinți adoptivi care i-au dat numele lor. În 1827 soțul Jaquettei a revenit în Suedia și a întrebat-o despre zvonuri și despre decorarea apartamentului ei de lux. Apoi a depus actele de divorț.
Jaquette a divorțat de Löwenhielm la 1 septembrie 1829 pe motiv de caractere diferite. A doua căsătorie a ei a fost cu baronul finlandez Uno von Troil (1803-1839) și a avut loc la 21 august 1838. Ambii soți au murit într-un an de căsătorie în Turcia, unde baronul von Troil deținea un post diplomatic. Această căsătorie a fost de asemenea fără copii.